# Leichtathletik-Weltmeisterschaften 1983/Speerwurf der Männer

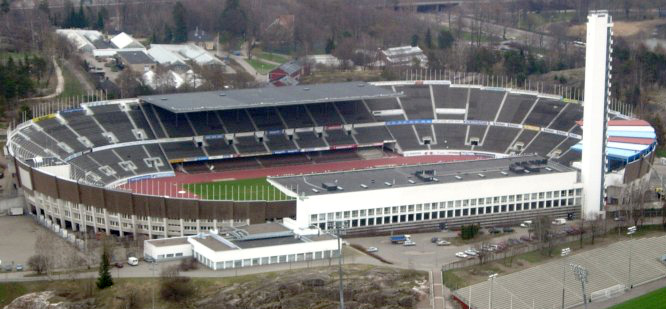
Das Olympiastadion in Helsinki

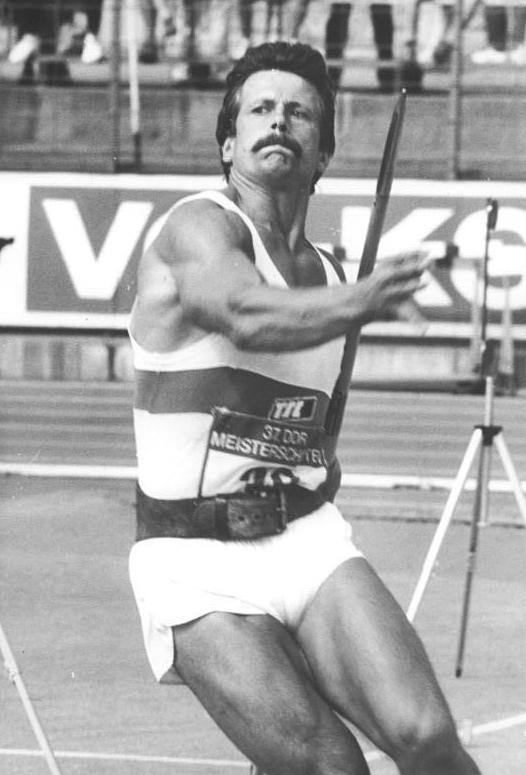
Der Sieger Detlef Michel (1986)

Der Speerwurf der Männer bei den Leichtathletik-Weltmeisterschaften 1983 fand am 10. und 12. August 1983 in Helsinki, Finnland, statt.
18 Athleten aus 13 Ländern nahmen an dem Wettbewerb teil. Die Goldmedaille gewann der EM-Dritte des Vorjahres Detlef Michel, DDR, mit 89,48 m, Silber mit 85,60 m ging an den US-Amerikaner Tom Petranoff, und die Bronzemedaille sicherte sich der Olympiasieger von 1980 Dainis Kūla aus der Sowjetunion mit 85,58 m.

## Rekorde
Vor dem Wettbewerb galten folgende Rekorde:
| Weltrekord               | Tom Petranoff                                                               | 99,72 m                                                                     | Los Angeles, USA                                                            | 15. Mai 1983                                                                |
| Weltmeisterschaftsrekord | Es gab noch keine WM-Rekorde, die Veranstaltung wurde erstmals ausgetragen. | Es gab noch keine WM-Rekorde, die Veranstaltung wurde erstmals ausgetragen. | Es gab noch keine WM-Rekorde, die Veranstaltung wurde erstmals ausgetragen. | Es gab noch keine WM-Rekorde, die Veranstaltung wurde erstmals ausgetragen. |

Der WM-Rekord wurde nach und nach auf zuletzt 90,40 m gesteigert (Detlef Michel, DDR, in der Qualifikation am 10. August 1983).

## Legende
Kurze Übersicht zur Bedeutung der Symbolik – so üblicherweise auch in sonstigen Veröffentlichungen verwendet:
| – | Versuch ausgelassen |
| x | Fehlversuch         |

## Qualifikation
10. August 1983
Die Qualifikationsweite betrug mindestens 84,00 m, um direkt ins Finale einzuziehen. Acht Athleten schafften diese Marke oder warfen weiter, sie sind hellblau unterlegt. Die restlichen vier Werfer die am Finale teilnehmen durften – die Anzahl der Athleten sollte mindestens zwölf sein – sind jene mit der höchsten geworfenen Weite unterhalb der Qualifikationsweite, sie sind hellgrün unterlegt.

### Gruppe A
| Platz | Athlet             | Land               | 1. Versuch (m) | 2. Versuch (m) | 3. Versuch (m) | Weite (m) |
| ----- | ------------------ | ------------------ | -------------- | -------------- | -------------- | --------- |
| 1     | Klaus Tafelmeier   | BR Deutschland     | x              | 88,86          | –              | 88,86     |
| 2     | Tom Petranoff      | Vereinigte Staaten | 85,68          | –              | –              | 85,68     |
| 3     | Esa Utriainen      | Finnland           | 76,18          | 84,22          | –              | 84,22     |
| 4     | Dainis Kūla        | Sowjetunion        | 78,58          | x              | 83,16          | 83,16     |
| 5     | Rod Ewaliko        | Vereinigte Staaten | 82,68          | 79,38          | 76,46          | 82,68     |
| 6     | Aimo Aho           | Finnland           | 72,60          | 81,92          | 79,66          | 81,92     |
| 7     | Einar Vilhjálmsson | Island             | 81,72          | 77,08          | x              | 81,72     |
| 8     | Zakayo Malekwa     | Tansania           | 72,92          | x              | 72,80          | 72,92     |
| 9     | Trevor Modeste     | Grenada            | x              | 51,84          | x              | 51,84     |

### Gruppe B
| Platz | Athlet           | Land                            | 1. Versuch (m) | 2. Versuch (m) | 3. Versuch (m) | Weite (m) |
| ----- | ---------------- | ------------------------------- | -------------- | -------------- | -------------- | --------- |
| 1     | Detlef Michel    | Deutsche Demokratische Republik | 90,40          | –              | –              | 90,40 CR  |
| 2     | Bob Roggy        | Vereinigte Staaten              | 73,30          | 86,16          | –              | 86,16     |
| 3     | Heino Puuste     | Sowjetunion                     | 82,18          | 85,86          | –              | 85,86     |
| 4     | Kenth Eldebrink  | Schweden                        | 85,64          | –              | –              | 85,64     |
| 5     | Zdeněk Adamec    | Tschechoslowakei                | 83,42          | 84,54          | –              | 84,54     |
| 6     | Per Erling Olsen | Norwegen                        | 82,72          | x              | 83,10          | 83,10     |
| 7     | Arto Härkönen    | Finnland                        | 81,42          | 80,22          | 77,76          | 81,42     |
| 8     | Mike O’Rourke    | Neuseeland                      | 75,32          | x              | x              | 75,32     |
| 9     | Laslo Babits     | Kanada                          | 74,16          | x              | x              | 74,16     |

## Finale
12. August 1983
| Platz | Athlet           | Land                            | 1. Versuch (m) | 2. Versuch (m) | 3. Versuch (m) | 4. Versuch (m)                         | 5. Versuch (m)                         | 6. Versuch (m)                         | Weite (m) |
| ----- | ---------------- | ------------------------------- | -------------- | -------------- | -------------- | -------------------------------------- | -------------------------------------- | -------------------------------------- | --------- |
|       | Detlef Michel    | Deutsche Demokratische Republik | 88,96          | 89,48          | 88,74          | x                                      | x                                      | 86,70                                  | 89,48     |
|       | Tom Petranoff    | Vereinigte Staaten              | 80,38          | 85,60          | 85,30          | x                                      | x                                      | x                                      | 85,60     |
|       | Dainis Kūla      | Sowjetunion                     | 85,58          | 80,70          | 82,78          | 82,42                                  | 83,08                                  | x                                      | 85,58     |
| 4     | Heino Puuste     | Sowjetunion                     | 77,04          | 78,86          | 84,56          | 79,00                                  | 70,16                                  | 81,66                                  | 84,56     |
| 5     | Per Erling Olsen | Norwegen                        | x              | 81,72          | 83,54          | 77,60                                  | 74,92                                  | x                                      | 83,54     |
| 6     | Kenth Eldebrink  | Schweden                        | 83,28          | 78,84          | x              | 78,94                                  | x                                      | 77,26                                  | 83,28     |
| 7     | Zdeněk Adamec    | Tschechoslowakei                | 81,30          | x              | x              | x                                      | 75,62                                  | x                                      | 81,30     |
| 8     | Klaus Tafelmeier | BR Deutschland                  | 75,06          | 80,42          | x              | x                                      | x                                      | x                                      | 80,42     |
| 9     | Bob Roggy        | Vereinigte Staaten              | 79,84          | 78,02          | 74,82          | nicht im Finale der besten acht Werfer | nicht im Finale der besten acht Werfer | nicht im Finale der besten acht Werfer | 79,84     |
| 10    | Aimo Aho         | Finnland                        | 79,34          | x              | 78,08          | nicht im Finale der besten acht Werfer | nicht im Finale der besten acht Werfer | nicht im Finale der besten acht Werfer | 79,34     |
| 11    | Rod Ewaliko      | Vereinigte Staaten              | 76,58          | 76,46          | 77,54          | nicht im Finale der besten acht Werfer | nicht im Finale der besten acht Werfer | nicht im Finale der besten acht Werfer | 77,74     |
| 12    | Esa Utriainen    | Finnland                        | 76,66          | x              | x              | nicht im Finale der besten acht Werfer | nicht im Finale der besten acht Werfer | nicht im Finale der besten acht Werfer | 76,66     |

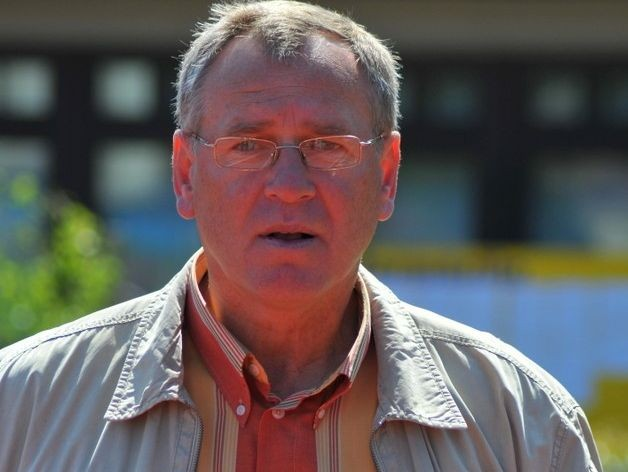
Bronzemedaillengewinner Dainis Kūla
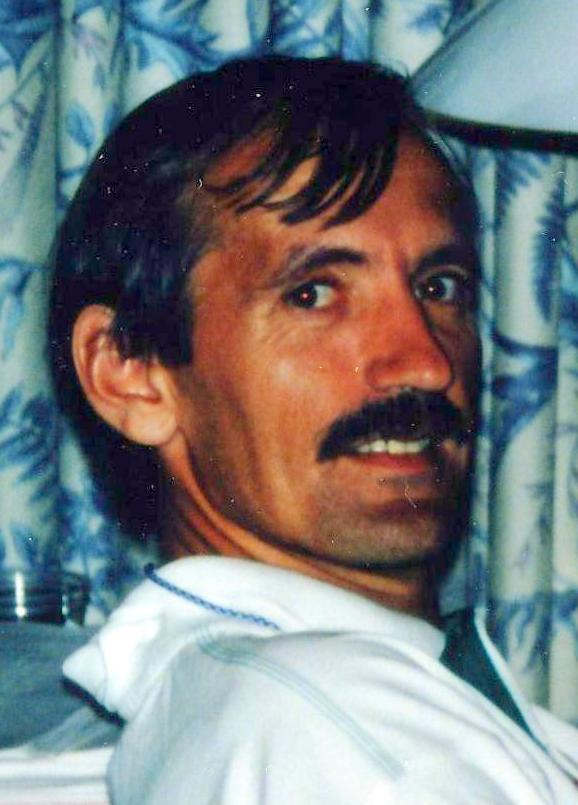
Per Erling Olsen erreichte Platz fünf

## Video
- 1983 World Championships – Men's javelin throw auf youtube.com, abgerufen am 6. April 2020